# Hanifi Berber
Pour les articles homonymes, voir Berber.
Hanifi Berber Karadayı est un chanteur et compositeur turc, né à Ilgın en Turquie.

## Biographie
Hanifi Berber a effectué, durant sa jeunesse, un passage à l'école primaire de Gökçeyurt, village où il réside.
Il passe également un diplôme de Métiers Industriels (équivalent d'un BAC Professionnel). Il maîtrise le saz, instrument à cordes turc, et réalise et ambiance des concerts et des éventements locaux.
Il est connu au niveau national pour son single Kiraz Dalı qui l'a amené sur des show musicaux télévisés turcs, comme Seymen TV, Vatan TV...
Il est père d'une fratrie, également musiciens, comme son fils Adıgüzel Berber, Ali Ihsan Berber, Mükremin Berber. Tous maîtrisent le saz.

## Discographie
Il est musicien folk et chante des musiques traditionnelles turc. Il compose toutes ses parutions avec le saz.
Son single Kiraz Dalı est très souvent joué dans les mariages traditionnelle et les événements musicaux.
| Titre                          | Date de Sortie | Éditeur                          | Reprises                |
| ------------------------------ | -------------- | -------------------------------- | ----------------------- |
| Kiraz Dalı Branche de Cerisier | 2010           | Erdoğan Group Wertes Group Music | Efe Güngör - Kiraz Dalı |